# Palanka (Uman)
Palanka (ukrainisch und russisch Паланка) ist ein Dorf im Südwesten der ukrainischen Oblast Tscherkassy mit etwa 1300 Einwohnern (2024).

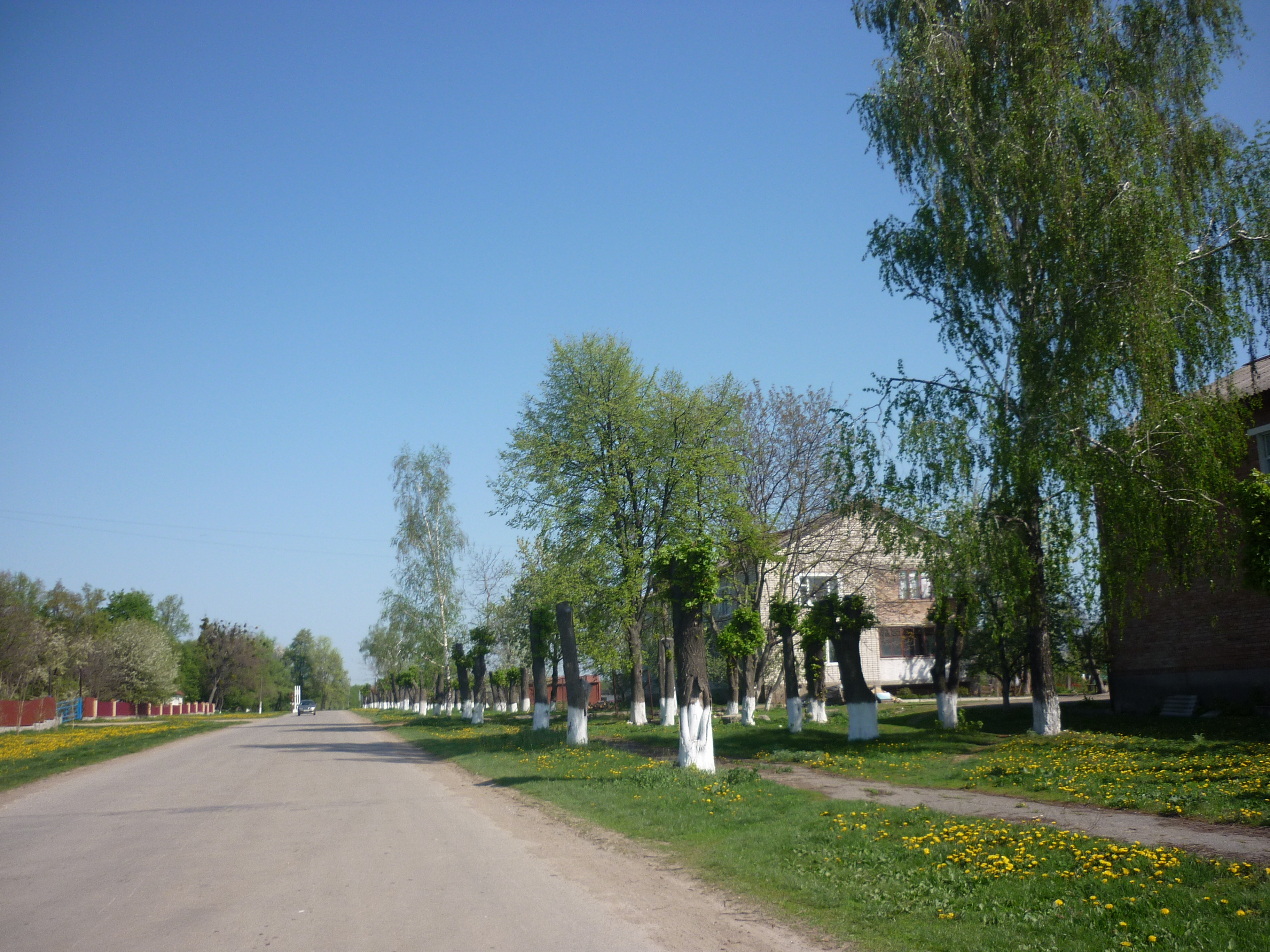
Hauptstraße

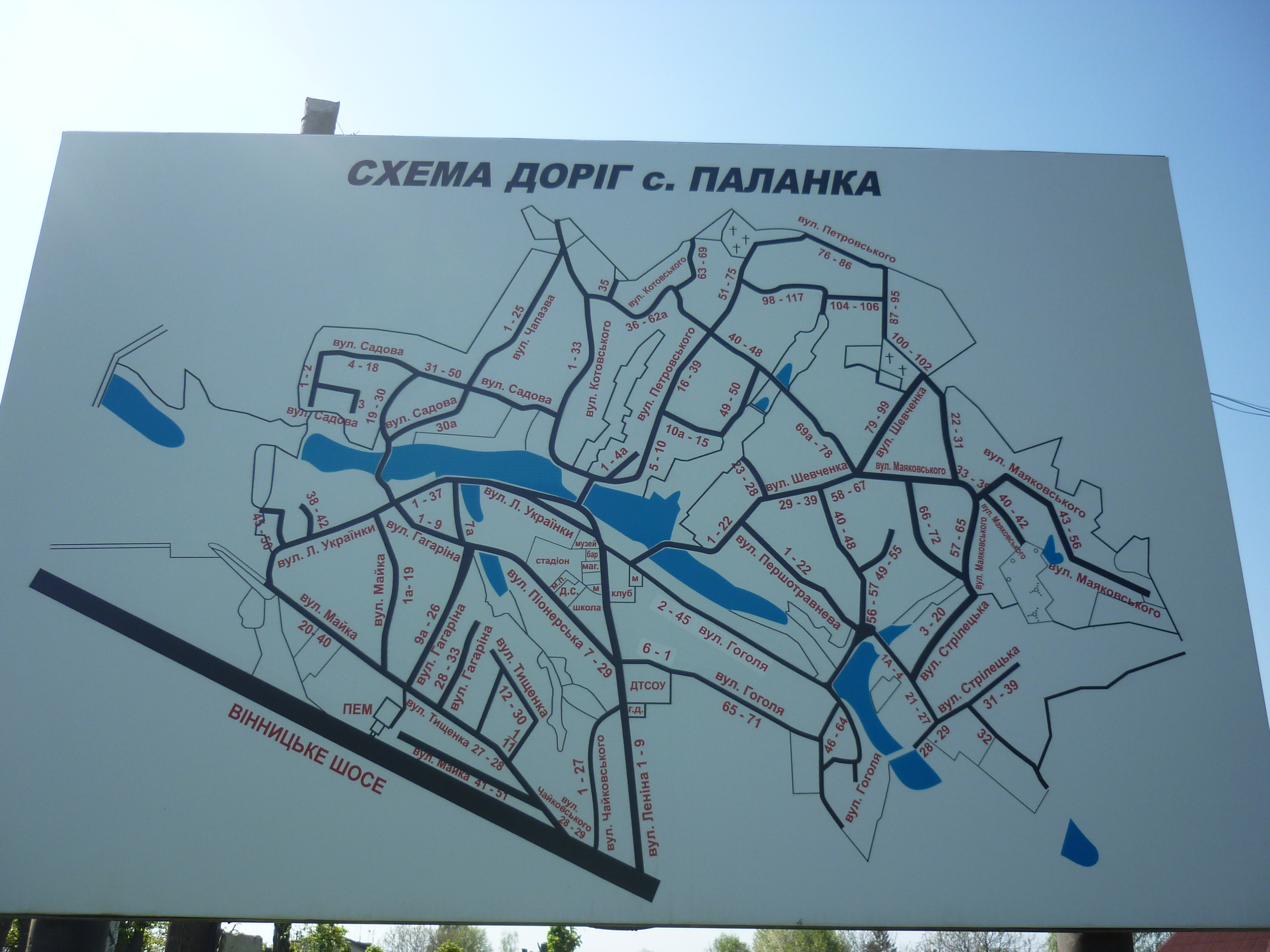
Ortsplan

Das seit dem 17. Jahrhundert bekannte Dorf liegt im Dneprhochland auf einer Höhe von 239 m nahe der Quelle des gleichnamigen Flusses (Паланка), einem 13 km langen Nebenfluss der Umanka (Уманка), 11 km südwestlich vom Rajonzentrum Uman und etwa 190 km südwestlich vom Oblastzentrum Tscherkassy.
Durch das Dorf verläuft die Fernstraße M 12 / E 50.

## Verwaltungsgliederung
Am 2. Mai 2017 wurde das Dorf zum Zentrum der neugegründeten Landgemeinde Palanka (Паланська сільська громада/Palanska silska hromada). Zu dieser zählten die auch 7 Dörfer Berestiwez, Horodezke, Hromy, Kotscherschynzi, Kotschubijiwka, Maksymiwka und Tomaschiwka, bis dahin bildete es die gleichnamige Landratsgemeinde Palanka (Паланська сільська рада/Palanska silska rada) im Westen des Rajons Uman.
Am 12. Juni 2020 kamen noch die 10 in der untenstehenden Tabelle aufgelisteten Dörfer zum Gemeindegebiet.
Folgende Orte sind neben dem Hauptort Palanka Teil der Gemeinde:
| Name                     | Name        | Name                         |
| ukrainisch transkribiert | ukrainisch  | russisch                     |
| ------------------------ | ----------- | ---------------------------- |
| Antoniwka                | Антонівка   | Антоновка (Antonowka)        |
| Berestiwez               | Берестівець | Берестовец (Berestowez)      |
| Horodezke                | Городецьке  | Городецкое (Gorodezkoje)     |
| Hromy                    | Громи       | Громы (Gromy)                |
| Iwaniwka                 | Іванівка    | Ивановка (Iwanowka)          |
| Jarowatka                | Яроватка    | Яроватка                     |
| Jurkiwka                 | Юрківка     | Юрковка (Jurkowka)           |
| Kotscherschynzi          | Кочержинці  | Кочержинцы (Kotscherschinzy) |
| Kotschubijiwka           | Кочубіївка  | Кочубеевка (Kotschubejewka)  |
| Krasnopilka              | Краснопілка | Краснополка (Krasnopolka)    |
| Maksymiwka               | Максимівка  | Максимовка (Maksimowka)      |
| Pikiwez                  | Піківець    | Пиковец (Pikowez)            |
| Possuchiwka              | Посухівка   | Посуховка (Possuchowka)      |
| Rodnykiwka               | Родниківка  | Родниковка (Rodnikowka)      |
| Synyzja                  | Синиця      | Синица (Siniza)              |
| Tomaschiwka              | Томашівка   | Томашовка (Tomaschowka)      |
| Tscherpowody             | Черповоди   | Черповоды                    |